# Ahmed Cevat Şakir Pascià
Ahmed Cevat Şakir conosciuto anche come Kabaaghachlyzadeh Ahmed Javad Pascià o Javad Shakir Pascià (Damasco, 1851 – Istanbul, 10 agosto 1900) è stato un militare e politico ottomano.
Ha servito come Gran Visir dell'Impero Ottomano dal 4 settembre 1891 all'8 giugno 1895.
Ahmed Cevad Pascià ha frequentato la scuola militare a Kuleli sul Bosforo tra il 1860 e il 1864 e la accademia militare a Pangaltı vicino a Pera tra il 1864 e il 1869. Fu quindi nominato aiutante del sultano Abdülaziz e scrisse una storia dell'esercito turco durante questo periodo. Nella guerra russo-ottomana del 1877 e del 1878, sotto la guida di Cevad Pascià, Šumen fu fortificata e lui stesso fu nominato capo di stato maggiore delle truppe di stanza lì.
Ha partecipato al congresso di pace come membro della commissione internazionale per la determinazione dei confini. Nel 1884 divenne generale di brigata e plenipotenziario turco in Montenegro, dove rimase per più di quattro anni. Al suo ritorno fu nominato ispettore militare. Quando scoppiarono i disordini a Creta nel 1889, divenne capo di stato maggiore delle truppe inviate per sopprimere la rivolta e governatore ad interim. Come tale, ripristinò la calma e fu nominato Mushir nel 1890. Nel settembre 1891, dopo il rovesciamento di Kamil Pascià, il Sultano lo nominò Gran Visir. Nel giugno 1895 fu licenziato.
Ahmed fu nominato governatore di Creta nell'agosto 1897 e governatore di Damasco nel novembre 1898.
Ahmed Cevad Pascià morì a Istanbul il 9 agosto 1900.
Era lo zio dello scrittore turco Cevat Şakir Kabaağaçlı e dei pittori Aliye Berger e Fahrelnissa Zeid.